# Карайтиву
Карайтиву (там. காரைதீவு) — остров возле северного побережья Шри-Ланки, административно относится к округу Джафна Северной провинции и связан дамбой с главным островом. Площадь — 22,95 км². Самое крупное поселение на Карайтиву — Карайнагар.